# Granada en los Juegos Olímpicos de Los Ángeles 1984
Granada estuvo representada en los Juegos Olímpicos de Los Ángeles 1984 por seis deportistas, cinco hombres y una mujer, que compitieron en dos deportes.
El portador de la bandera en la ceremonia de apertura fue el boxeador Bernard Wilson. El equipo olímpico granadino no obtuvo ninguna medalla en estos Juegos.